# جولیان گلاور
جولیان وایات گلاور (انگلیسی: Julian Wyatt Glover؛ زادهٔ ۲۷ مارس ۱۹۳۵) هنرپیشه اهل بریتانیا است.
از فیلم‌هایی که وی در آن نقش داشته‌است، می‌توان به تا ابد جوان، جاسوسان ورشو، برژراک، امپراتوری ضربه می‌زند، ایندیانا جونز و آخرین جنگ صلیبی، تروآ، نیکلاس و الکساندرا، یقین کامل، فقط بخاطر چشمان تو، وتل، نیروی عظیم و آیوانهو اشاره کرد.